# Chilton (Kent)
Chilton is een plaats in het Engelse graafschap Kent. Het is thans een wijk van de stad en civil parish Ramsgate. Het "Chilton Farm House" in de plaats werd gebouwd in 1713 op zestiende-eeuwse fundamenten. Het heeft een vermelding op de Britse monumentenlijst. Op het land van deze boerderij werden sporen uit de steentijd en ijzertijd aangetroffen.